# Steinzeitmuseum Zagros

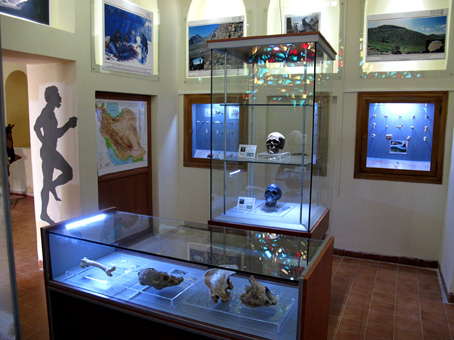
Innenansicht des zweiten Raum des Zagros Altsteinzeit Museum

Das Zagros Paläolithikum Museum ist ein ur- und frühgeschichtliches Museum in Kermānschāh, Iran. Das erste iranische Museum, das der Altsteinzeit des Landes gewidmet ist, verfügt über eine reichhaltige Sammlung an Steinwerkzeugen und fossilen Tierknochen aus verschiedenen archäologischen Fundplätzen des Iran.

## Geschichte
Das Museum wurde 2007 gegründet von Fereidoun Biglari (Iranisches Nationalmuseum) und A. Moradi Bisetouni (Organisation für Kulturerbe, Handwerk und Tourismus in Kermanschah) in Tekieh Biglar Baigi. Der iranische Archäozoologe Marjan Mashkour ist der Verantwortliche für die Identifikation fossiler Tiere.

## Gliederung
Das Museum präsentiert in vier Räumen Funde aus dem Paläolithikum und Neolithikum aus verschiedenen Fundorten im Iran und umfasst einen Zeitraum zwischen ca. 1.000.000 bis rund 8000 Jahren. Der erste Raum ist ein Audio- und Vorführraum, wo neben Dokumentarfilmen über prähistorische Steinwerkzeuge und deren Einsatz das lebensgroße Modell eines Neandertalers zu sehen ist.
Im zweiten Raum werden menschliche und tierische Knochen aus Fundplätzen des Zāgros-Gebirges sowie Repliken menschlicher Schädel aus bedeutenden europäischen und nahöstlichen altsteinzeitlichen Fundplätzen dargestellt. Bedeutsam ist die Sammlung von Tierfossilien aus der Wezmeh-Höhle.
Der dritte Raum enthält altsteinzeitliche Werkzeuge aus unterschiedlichen Fundplätzen wie Kaschafrud, Gandsch Par und Schiwatu. Darunter sind zwei Quarzgesteinwerkzeuge aus Kashafrud von besonderer Bedeutung.
Der vierte Raum beherbergt Steinwerkzeuge, Tierknochen, Muscheln und andere archäologische Objekte des Spätpaläolithikum und Neolithikum, die vor allem Fundplätzen der Zagros-Region entstammen.